# Partidul, inima țării
Partidul, inima țării este un film românesc din 1981 regizat de Virgil Calotescu.